# Dohrniphora vorax
Dohrniphora vorax är en tvåvingeart som beskrevs av Schmitz 1915. Dohrniphora vorax ingår i släktet Dohrniphora och familjen puckelflugor. Inga underarter finns listade i Catalogue of Life.